# Ophisma pallescens
Ophisma pallescens là một loài bướm đêm trong họ Erebidae.